# Melanargia coeca
Melanargia coeca är en fjärilsart som beskrevs av Pinneau 1936. Melanargia coeca ingår i släktet Melanargia och familjen praktfjärilar. Inga underarter finns listade i Catalogue of Life.